# Bombus anachoreta
Bombus anachoreta är en biart som först beskrevs av Aleksandr Skorikov 1914.
Bombus anachoreta ingår i släktet humlor och familjen långtungebin. Inga underarter finns listade i Catalogue of Life.

## Beskrivning
Humlan är inte säskilt stor, honorna (drottningar och arbetare) blir 15 till 18 mm långa, hanar 12 till 14 mm. Huvudet och mellankroppen är varmt gula, mellankroppen med ett svart band mellan vingfästena. Ovansidans bakkroppsegment, tergiterna, är gula framtill, brunaktiga baktill, vilket ger en randig effekt.

## Ekologi
I södra delen av sitt utbredningsområde förekommer humlan främst vid kustnära sandängar och -dyner, täckta med buskage och eksticklingar. Längre norrut påträffas den framför allt vid vägrenar, skogsbryn och -gläntor som är rika på blommande växter. Bona anläggs troligtvis underjordiskt på grästäckta sandmarker.
Arten flyger under sen vår och sommar.
Den besöker främst ärtväxter som soforasläktet, buskklöversläktet och klöversläktet.

## Utbredning
Utbredningsområdet omfattar Nordkorea, nordöstra Kina, östra Mongoliet och Primorje kraj i sydöstligaste Ryssland.

## Status
Arten minskar, och är rödlistad i Ryssland. Främsta orsakerna är habitatförlust till följd av uppodling av dess traditionella habitat, och en ökad användning av bekämpningsmedel. Markbränder spelar också en inte försumbar roll.